# Bitwa pod Mesembrią
Bitwa pod Mesembrią – starcie zbrojne, które miało miejsce w roku 814 w okresie panowania Leona V
Po śmierci Kruma w kwietniu 814 roku doszło do kolejnego najazdu bułgarskiego na ziemie bizantyjskie - Trację. Opisy starcia autorstwa kronikarzy Theophanesa i Gensiosa różnią się dość znacznie w szczegółach, jednakże zgadzają się oni, że bitwa zakończyła się zwycięstwem Leona V.